# 15375 Laetitiafoglia
15375 Laetitiafoglia è un asteroide della fascia principale. Scoperto nel 1997, presenta un'orbita caratterizzata da un semiasse maggiore pari a 2,2703441 UA e da un'eccentricità di 0,0585648, inclinata di 4,47787° rispetto all'eclittica.